# Hustisford (Wisconsin)
Hustisford – miasto w Stanach Zjednoczonych, w stanie Wisconsin, w hrabstwie Dodge.